# Collonges, Valais
Collonges (frankoprovensalska: Colonges) är en ort och kommun i distriktet Saint-Maurice i kantonen Valais, Schweiz. Kommunen har 865 invånare (2023).